# Maximilianus Transylvanus

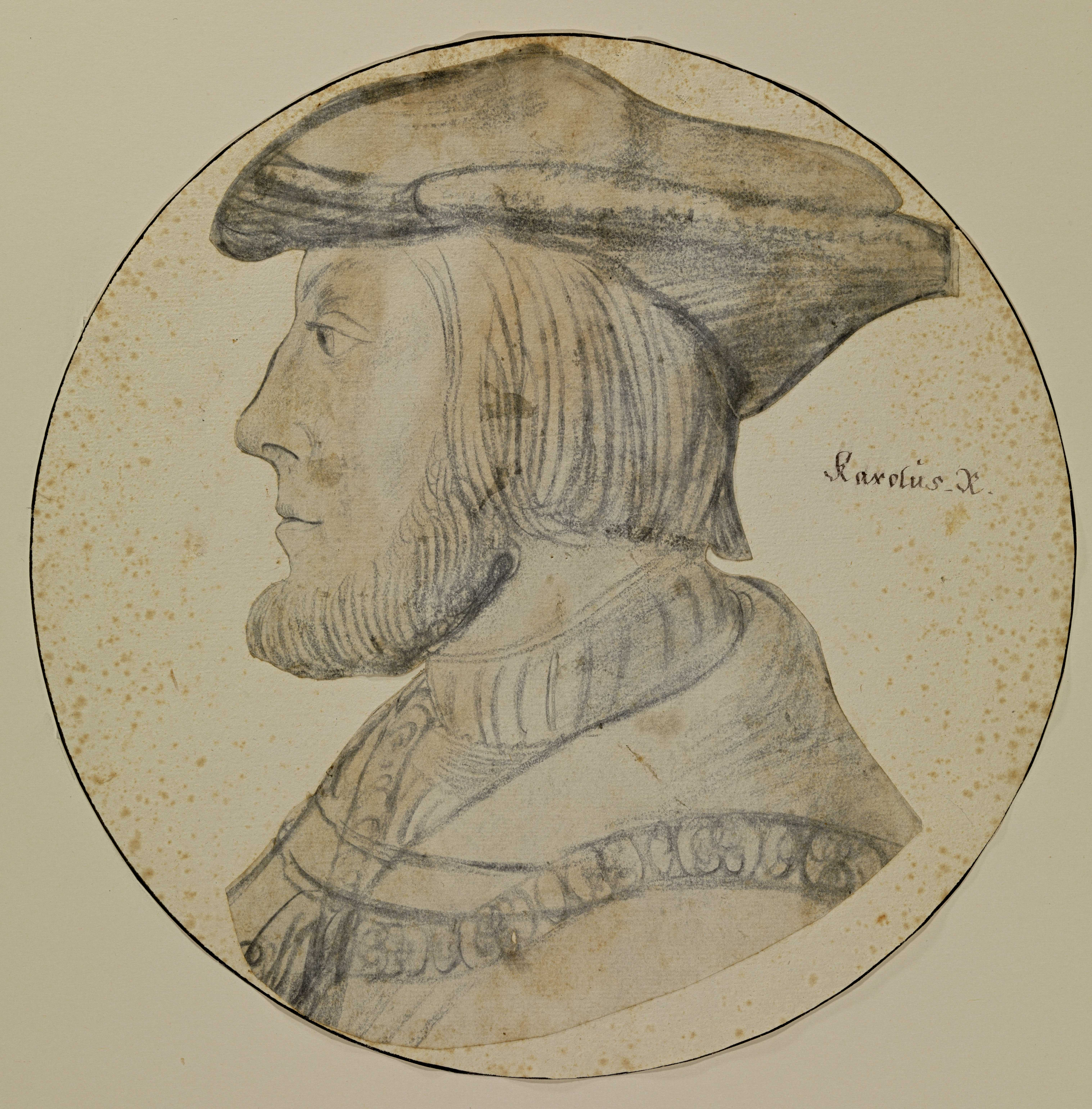
Portrait des Maximilian von Berghes von Hans Schwarz im Jahr 1518

Maximilianus Transylvanus (geb. ca. 1490, wahrscheinlich in Brüssel; gest. 1538 oder früher), auch Maximilian van Zevenbergen, war persönlicher Sekretär von Kaiser Karl V. Er verfasste den frühesten veröffentlichten Bericht über Magellans Weltumsegelung. Über sein Leben gibt es verschiedene Unklarheiten und Legenden.

## Unklare Herkunft
Es wird kontrovers diskutiert, ob der Name Maximilian van Zevenbergen etwas mit dem Ort Zevenbergen in Brabant zu tun hat oder auf eine mögliche Herkunft aus Siebenbürgen hindeutet, was auf holländisch Zevenburgen und latinisiert Transylvanus ergibt.

## Leben
Transylvanus war ein Schüler von Pietro Martire. In der württembergischen Landesgeschichte taucht sein Name 1520 als Statthalter in Stuttgart für Kaiser Karl V. auf, als Maximilian van Zevenberghen oder auch Max von Zwerenberg, nachdem Herzog Ulrich 1519 aus seinem Herzogtum vertrieben worden war. In Valladolid lernte Transylvanus Überlebende der Magellan-Expedition kennen und schrieb einen Brief in lateinischer Sprache darüber an den Kardinal von Salzburg (datiert auf das Jahr 1522).
Der Brief fand beispielsweise Aufnahme in Ramusios (1485–1557) berühmter Zusammenstellung von Reiseberichten Delle navigationi et viaggi (über Reisen zur See und zu Land). Er trägt dort den Titel (in modernisierter Schreibung): Epistola di Massimiliano Transilvano, secretario della maestà dello imperatore, scritta allo illustrissimo e reverendissimo signore il signore cardinal Salzuburgense, della ammirabile e stupenda navigazione fatta per gli Spagnuoli lo anno MDXIX attorno il mondo (Brief von Maximilian Transylvanus, Sekretär der Majestät des Kaisers, geschrieben an den erlauchten und ehrwürdigen Herrn Kardinal von Salzburg, über die bewundernswerte und erstaunliche Seereise, die die Spanier im Jahre 1519 um die Welt gemacht haben).
Für den frühesten veröffentlichten Bericht über die erste Weltumsegelung von Magellan und Elcano (1519–1522) interviewte der Autor die Überlebenden der Victoria. Er war auch ein Verwandter von Christopher de Haro, dem Sponsor der Expedition. Sein Bericht De Moluccis Insulis (Über die Molukken-Inseln) ist neben den Berichten von Antonio Pigafetta und Petrus Martyr eine der wichtigsten Quellen über die Expedition.